# Amatori Novara 1961
Questa voce raccoglie le informazioni riguardanti l'Amatori Novara nelle competizioni ufficiali della stagione 1961.

## Maglie e sponsor
| 1ª divisa |

## Rosa
| N° | Naz.                      | Ruolo | Sportivo        |  |  |  |
| -- | ------------------------- | ----- | --------------- |  |  |  |
| ?  | Italia (bandiera)         | E     | Albertinazzi    |  |  |  |
| ?  | Italia (bandiera)         | E     | Mario Bedogni   |  |  |  |
| ?  | Italia (bandiera)         | E     | Busnengo        |  |  |  |
| ?  | Italia (bandiera)         | E     | Ernesto Crotti  |  |  |  |
| ?  | Italia (bandiera)         | E     | Gasparetto      |  |  |  |
| ?  | Italia (bandiera)         | E     | Franco Rastelli |  |  |  |
| ?  | Italia (bandiera)         | E     | Rossi           |  |  |  |
| ?  | Italia (bandiera)         | E     | Fulvio Vighenzi |  |  |  |
| ?  | non conosciuta (bandiera) | P     | ?               |  |  |  |